# Beaumesnil (Calvados)
Pour les articles homonymes, voir Beaumesnil.
Beaumesnil est une commune française du département du Calvados, dans la région Normandie, peuplée de 207 habitants.

## Géographie
La commune est en Bocage virois. Son bourg est situé au bord de la départementale 52 Vire - Pont-Farcy, à 6,5 km au sud-est de  Pont-Farcy, à 8,5 km au nord-est de Saint-Sever-Calvados et à 10 km au nord-ouest de Vire.
Hormis la route départementale no 52 qui traverse l'ouest du territoire, jouxtant le bourg et le reliant à Pont-Farcy et à Vire, la commune s'étend vers l'est de part et d'autre de la D 81 qui permet de rejoindre Sainte-Marie-Laumont. En partant au niveau du bourg vers le nord, la D 293 conduit au bourg d'Annebecq, commune associée à Landelles-et-Coupigny. L'autoroute A84 est accessible à Pont-Farcy (sortie 39), à 8 km au nord.
Beaumesnil est dans le bassin de la Vire, par deux de ses affluents et sous-affluents : la Cunes (affluent de la Drôme) qui délimite le territoire à l'ouest et collecte les eaux de la plus grande partie du territoire, et le Don qui marque la limite nord-est. Deux affluents de la Cunes bordent le territoire communal : le ruisseau des Landes en limite nord et le ruisseau de Brébion en limite sud.
Le point culminant (153 m) se situe à l'est, entre les lieux-dits la Lande et la Petite Lande. Le point le plus bas (72 m) correspond à la sortie de la Cunes du territoire, au nord-ouest. La commune est bocagère.
| Landelles-et-Coupigny | Landelles-et-Coupigny          | Souleuvre en Bocage (comm. dél. de Saint-Martin-Don et Sainte-Marie-Laumont) |
| Landelles-et-Coupigny | Beaumesnil                     | Campagnolles                                                                 |
| Landelles-et-Coupigny | Le Mesnil-Robert, Campagnolles | Campagnolles                                                                 |

### Hydrographie
La commune est située dans le bassin Seine-Normandie. Elle est drainée par la Cunes, le fossé 01 de Détourbe, le ruisseau de Brebion, le ruisseau des Grandes Mares et le ruisseau des Landes,,.
La Cunes, d'une longueur de 12 km, prend sa source dans la commune de Noues de Sienne et se jette  dans la Drôme à Landelles-et-Coupigny, après avoir traversé quatre communes. 

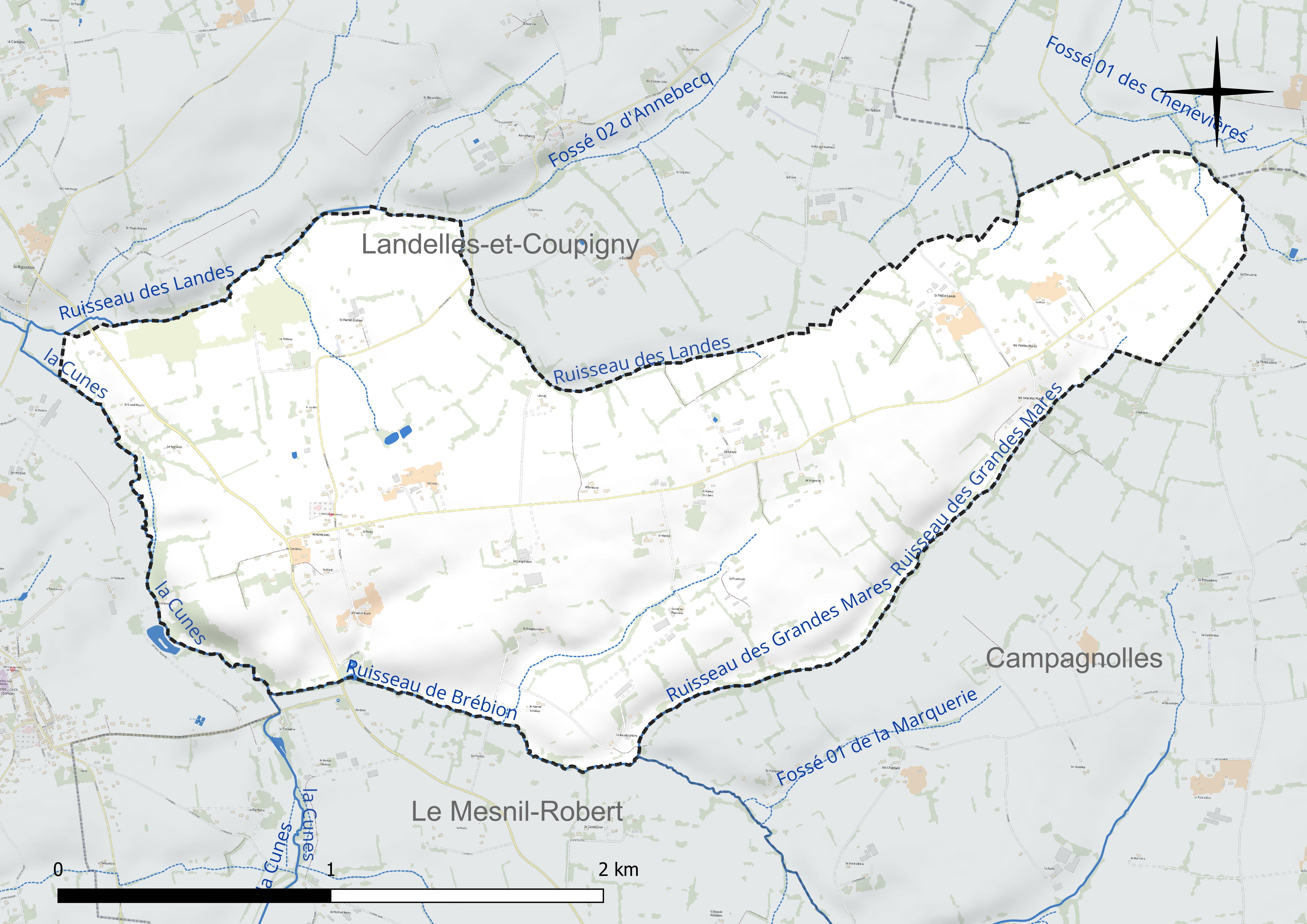
Réseau hydrographique de Beaumesnil.

### Climat
Pour des articles plus généraux, voir Climat de la Normandie et Climat du Calvados.
En 2010, le climat de la commune est de type climat océanique franc, selon une étude du CNRS s'appuyant sur une série de données couvrant la période 1971-2000. En 2020, Météo-France publie une typologie des climats de la France métropolitaine dans laquelle la commune est exposée à un climat océanique et est dans la région climatique  Normandie (Cotentin, Orne), caractérisée par une pluviométrie relativement élevée (850 mm/a) et un été frais (15,5 °C) et venté. Parallèlement le GIEC normand, un groupe régional d'experts sur le climat, différencie quant à lui, dans une étude de 2020, trois grands types de climats pour la région Normandie, nuancés à une échelle plus fine par les facteurs géographiques locaux. La commune est, selon ce zonage, exposée à un « climat contrasté des collines », correspondant au Bocage normand, bien arrosé, voire très arrosé sur les reliefs les plus exposés au flux d'ouest, et frais en raison de l'altitude.
Pour la période 1971-2000, la température annuelle moyenne est de 10,6 °C, avec  une amplitude thermique annuelle de 12,5 °C. Le cumul annuel moyen de précipitations est de 969 mm, avec 14,4 jours de précipitations en janvier et 9 jours en juillet. Pour la période 1991-2020, la température moyenne annuelle observée sur la station météorologique la plus proche, située sur la commune de Noues de Sienne à 8 km à vol d'oiseau, est de 10,7 °C et le cumul annuel moyen de précipitations est de 1 270,5 mm,. Pour l'avenir, les paramètres climatiques de la commune estimés pour 2050 selon différents scénarios d'émission de gaz à effet de serre sont consultables sur un site dédié publié par Météo-France en novembre 2022.

## Urbanisme

### Typologie
Au 1er janvier 2024, Beaumesnil est catégorisée commune rurale à habitat très dispersé, selon la nouvelle grille communale de densité à 7 niveaux définie par l'Insee en 2022.
Elle est située hors unité urbaine. Par ailleurs la commune fait partie de l'aire d'attraction de Vire Normandie, dont elle est une commune de la couronne,. Cette aire, qui regroupe 20 communes, est catégorisée dans les aires de moins de 50 000 habitants,.

### Occupation des sols
L'occupation des sols de la commune, telle qu'elle ressort de la base de données européenne d'occupation biophysique des sols Corine Land Cover (CLC), est marquée par l'importance des territoires agricoles (100 % en 2018), une proportion identique à celle de 1990 (100 %). La répartition détaillée en 2018 est la suivante : 
prairies (54,2 %), terres arables (43,8 %), zones agricoles hétérogènes (2 %). L'évolution de l'occupation des sols de la commune et de ses infrastructures peut être observée sur les différentes représentations cartographiques du territoire : la carte de Cassini (XVIIIe siècle), la carte d'état-major (1820-1866) et les cartes ou photos aériennes de l'IGN pour la période actuelle (1950 à aujourd'hui).

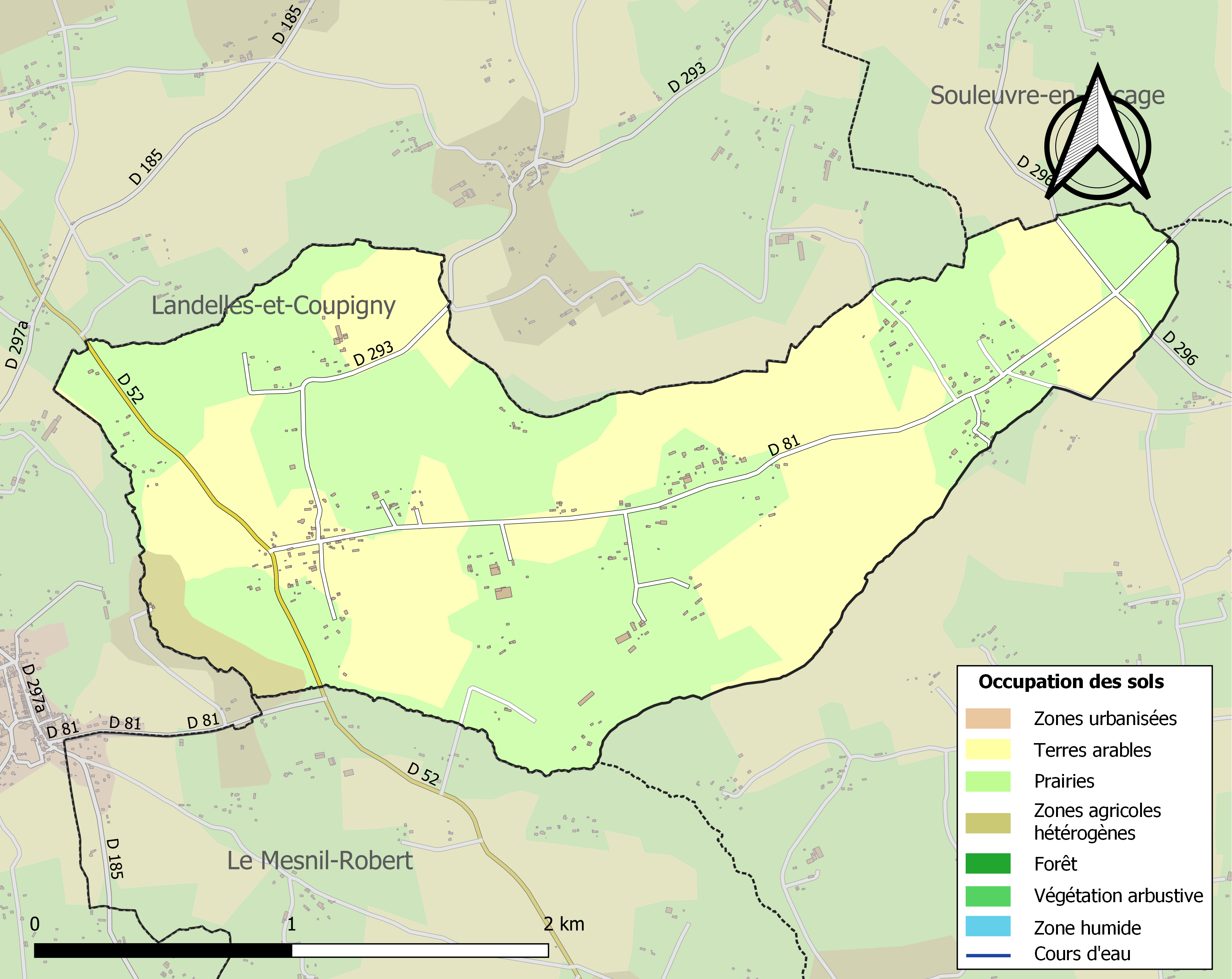
Carte des infrastructures et de l'occupation des sols de la commune en 2018 (CLC).

## Toponymie
Le toponyme est attesté sous les formes Bellum Maisnillum en 1198, Bel Maisnil fin du XIIe siècle.
Toponyme fréquent en Normandie, notamment en Bocage normand, Mesnil désigne en ancien français un domaine rural et succède ainsi dans la création de toponymes au latin villa. Ici, le qualificatif bellum, beau, indique l'intérêt du lieu.
Le gentilé est Beaumesnilien.

## Politique et administration
| Période                                  | Période        | Identité                | Étiquette | Qualité                                                                      |
| ---------------------------------------- | -------------- | ----------------------- | --------- | ---------------------------------------------------------------------------- |
| ?                                        | avril 1830     | Pierre Le Long          |           |                                                                              |
| avril 1830                               | septembre 1837 | Gilles Besnehard        |           |                                                                              |
| juin 1838                                | ?              | Jacques François Cusnel |           |                                                                              |
|                                          |                |                         |           |                                                                              |
| ?                                        | décembre 1927  | Albert Frédéric Joubert |           | Clerc de notaire à Vire                                                      |
| février 1928                             | 1964           | Gilbert Gelée           |           |                                                                              |
| avril 1964                               | août 2004      | Marcel Restout          | PDM       | Agriculteur, conseiller général de Saint-Sever-Calvados, député en 1967-1968 |
| septembre 2004                           | En cours       | Gilles Porquet          | SE        | Adjoint administratif hospitalier                                            |
| Les données manquantes sont à compléter. |                |                         |           |                                                                              |

Le conseil municipal est composé de onze membres dont le maire et deux adjoints.

## Démographie
L'évolution du nombre d'habitants est connue à travers les recensements de la population effectués dans la commune depuis 1793. Pour les communes de moins de 10 000 habitants, une enquête de recensement portant sur toute la population est réalisée tous les cinq ans, les populations de référence des années intermédiaires étant quant à elles estimées par interpolation ou extrapolation. Pour la commune, le premier recensement exhaustif entrant dans le cadre du nouveau dispositif a été réalisé en 2006.
En 2022, la commune comptait 207 habitants, en évolution de +2,48 % par rapport à 2016 (Calvados : +1,58 %, France hors Mayotte : +2,11 %).
Au premier recensement républicain, en 1793, Beaumesnil comptait 415 habitants, population jamais atteinte depuis.
| 1793 | 1800 | 1806 | 1821 | 1831 | 1836 | 1841 | 1846 | 1851 |
| ---- | ---- | ---- | ---- | ---- | ---- | ---- | ---- | ---- |
| 415  | 308  | 414  | 406  | 378  | 345  | 372  | 373  | 358  |

| 1856 | 1861 | 1866 | 1872 | 1876 | 1881 | 1886 | 1891 | 1896 |
| ---- | ---- | ---- | ---- | ---- | ---- | ---- | ---- | ---- |
| 380  | 367  | 374  | 386  | 389  | 350  | 311  | 315  | 318  |

| 1901 | 1906 | 1911 | 1921 | 1926 | 1931 | 1936 | 1946 | 1954 |
| ---- | ---- | ---- | ---- | ---- | ---- | ---- | ---- | ---- |
| 306  | 274  | 254  | 249  | 257  | 264  | 258  | 245  | 255  |

| 1962 | 1968 | 1975 | 1982 | 1990 | 1999 | 2006 | 2011 | 2016 |
| ---- | ---- | ---- | ---- | ---- | ---- | ---- | ---- | ---- |
| 211  | 201  | 194  | 152  | 177  | 188  | 187  | 215  | 202  |

| 2021 | 2022 | - | - | - | - | - | - | - |
| ---- | ---- | - | - | - | - | - | - | - |
| 205  | 207  | - | - | - | - | - | - | - |

## Monuments
- Église Saint-Étienne du XIIIe siècle, plusieurs fois remaniée, inscrite au titre des Monuments historiques[31]. Elle abrite une statue de saint Christophe du XVIe siècle classée à titre d'objet[32].

## Personnalités liées
- Marcel Restout (1927-2004), maire de Beaumesnil, député.